# Drum san ma Landsleit

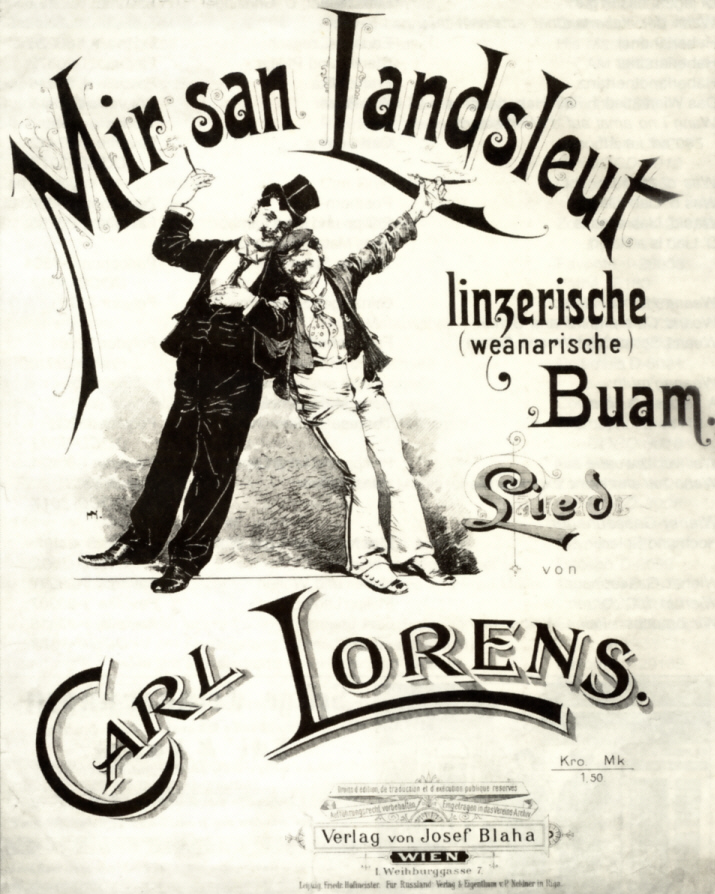
Mir san Landsleut, linzerische Buam von Carl Lorens (Bezirksmuseum Meidling)

Drum san ma Landsleit oder Es gibt kalte Wasserl oder Linzerische Buam ist ein österreichisches Volkslied. Die Herkunft des Liedes ist unklar, es wurde aber bereits Ende des 19. Jahrhunderts aufgezeichnet und ist ein bis heute in ganz Österreich, vor allem aber in Oberösterreich, sehr bekanntes Lied.

## Text
1. Strophe:
Es gibt kalte Wasserl, es gibt kalte Brünn
Es gibt saubre Dirndl in der Steiermark drin
I pfeif auf die Wasserl, i pfeif auf die Brünn
Ja weil i a Linzerbua bin

Refrain:
Drum san ma Landsleit, linzerische Buama
Drum san ma Landsleit, linzerische Buam
Kauf ma uns a Sträußerl, steck ma's uns aufs Hüaterl
Drum san ma Landsleit, linzerische Buam

2. Strophe:
Da Mautner schreit außa: Wer fahrt so schnell vir?
I fahr zu mein Dirndl, ka Maut zahl i nia!
I zahl da koa Maut net, i zahl da koa Steur,
da Weg zu mein Dirndl is frei!

3. Strophe:
Geh Dirndl, bist launig, geh sei wieder guat
Greif her auf mei Herzerl, wia's hammerschlagn tuat
Es hammert und schlag ja nur allweil für di
Geh Dirndl, sei gscheit und liab mi!

## Geschichte
Die Herkunft des Liedes ist unklar. Es existieren zahlreiche verschiedene Textvarianten: So wird das Lied etwa in Carl Lorens’ Fassung vom Wiener Blaha-Verlag um 1890 auch mit weanerische Buam gesungen. Gustav Jungbauer zeichnete bereits 1912 und 1923, 1930 veröffentlichte, Versionen des im Böhmerwald mehrfach verbreiteten Liedes auf. Das Leonfeldner Sternstein-Trio nahm in den 1980ern beispielsweise eine Version mit Mühlviertler Buam und ...weil i a Mühlviertler bin auf.
In Verbindung mit der Walzerweise Es gibt kalte Wasserl, es gibt kalte Brünn gehört die Zweivierteltaktweise Drum san ma Landsleut, linzerische Buama zum Volkstanz Deutscher Umgang und wird auch als Linzer Polka bezeichnet. Der Deutsche Umgang besteht aus zwei Rhythmen: Die Strophe steht im 3/4-Takt und der Refrain im 2/4-Takt.
Der Wiener Carl Wilhelm Drescher komponierte den Linzer Buam-Marsch, wobei er das Thema von Drum san ma Landsleit verarbeitete.